# Ilulissat (gemeente)
Ilulissat (Deens: Jakobshavn) was een gemeente op Groenland, in het voormalige landsdeel Kitaa. De gemeente is vernoemd naar de grootste stad, Ilulissat, tevens de hoofdplaats van de gemeente. In 2006 telde de gemeente 4997 inwoners, waarvan er zo'n 4000 in de hoofdstad wonen. Op 1 januari 2009 is de gemeente opgeheven en opgegaan in de gemeente Qaasuitsup.

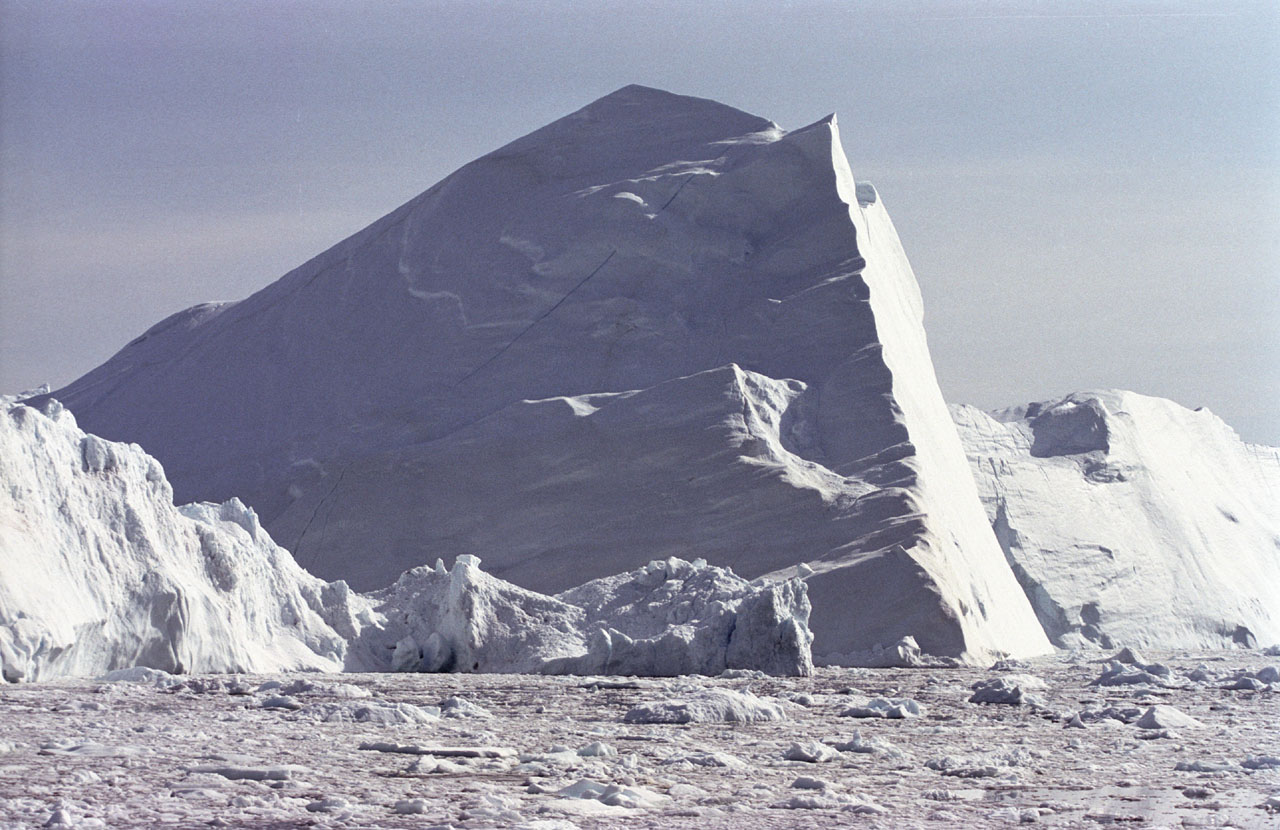
IJsfjord van Ilulissat

Voormalige landsdelen: Kitaa  · Tunu  · Avannaa

Voormalige gemeenten: Aasiaat  · Ammassalik · Ilulissat · Ittoqqortoormiit  · Ivittuut · Kangaatsiaq  · Maniitsoq · Nanortalik · Narsaq · Nuuk · Paamiut · Qaanaaq · Qaasuitsup · Qaqortoq · Qasigiannguit · Qeqertarsuaq · Sisimiut · Upernavik · Uummannaq